# Вудзинек
Вудзинек (пол. Wudzynek, нім. Feldlindau) — село в Польщі, у гміні Добрч Бидґозького повіту Куявсько-Поморського воєводства.
Населення — 439 осіб (2011).
У 1975-1998 роках село належало до Бидгощського воєводства.

## Демографія
Демографічна структура станом на 31 березня 2011 року:
|          | Загалом | Допрацездатний вік | Працездатний вік | Постпрацездатний вік |
| -------- | ------- | ------------------ | ---------------- | -------------------- |
| Чоловіки | 224     | 46                 | 157              | 21                   |
| Жінки    | 215     | 40                 | 131              | 44                   |
| Разом    | 439     | 86                 | 288              | 65                   |